# Allocation de ressources
Dans le contexte de la programmation concurrente, l'allocation de ressources est l'opération permettant d'affecter des ressources à un thread particulier. Cette opération est nécessaire dans le cadre de la programmation concurrente pour garantir les accès adaptés à des ressources partagées entre plusieurs threads. Une telle opération n'est pas nécessaire pour les ressources non partagées.
Il existe différents types de ressources partagées et donc aussi différents types d'accès à ces ressources. La suite de cet article présente différents cas d'allocation de ressources. Il n'existe pas de solution triviale pour traiter tous les types d'allocation ; il existe des méthodes classiques pour des cas standards d'allocation, mais les allocations particulières doivent faire l'objet d'un algorithme adapté.

## Allocation de ressource n'autorisant qu'un thread à la fois
Ce genre de ressource peut par exemple être un espace mémoire, un bus d'accès au matériel. Il s'agit d'une ressource ne pouvant fonctionner qu'avec une seule tâche travaillant avec elle.
L'allocation de ce genre de ressource est l'équivalent d'une section critique. Il est donc possible d'utiliser des méthodes simples pour gérer l'accès à cette ressource, comme les mutex.

## Allocation de ressource autorisant plusieurs threads à la fois
Ce genre de ressource supporte un nombre spécifique de threads pouvant l'utiliser à la fois.
L'allocation de ce genre de ressource peut s'effectuer à l'aide d'un sémaphore.

## Allocation de ressource sur réservation
Ce genre de ressource nécessite une réservation. C'est par exemple le cas pour des applications critiques dans lesquelles la ressource devra absolument être disponible lorsqu'on en aura besoin.
L'allocation de ce genre de ressource utilise des méthodes comme l'Algorithme des nœuds chapeaux pour gérer un calendrier de réservation de la ressource.

## Allocation de ressource ayant des concepts de lecture/écriture
On peut accéder à ce genre de ressources par plusieurs threads en lecture et un seul thread en écriture. Il peut par exemple s'agir d'un fichier de données. Un problème classique dans ce genre d'allocation est le problème de la priorité entre les lecteurs et les rédacteurs.
Ce genre d'allocation est équivalent au problème des lecteurs et des rédacteurs.